# هامبارتسوم آراکلیان
هامبارتسوم آستواتساتوری آراکلیان (ارمنی: Համբարձում Աստվածատուրի Առաքելյան؛ ۲۹ آوریل ۱۸۵۵–۶ ژوئیهٔ ۱۹۱۸) روزنامه‌نگار، نویسنده و کنشگر اجتماعی اهل ارمنستان که بنیانگذار کمیته امدای مهاجران ارمنی (۱۹۱۵) و حزب ملی ارمنیان بود.

## زندگی‌نامه
وی شوشی، سپس در باکو و مسکو تحصیل نمود، سپس به تفلیس نقل مکان نمود جایی که روزنامه مشاک با جانشینی گریگور آرتسرونی ویرایش می‌شد. وی در کنفرانس صلح پراگ شرکت نمود ضرورت اصلاحات در قلمروهای ارمنی‌نشین امپراتوری عثمانی مشخص کرد. به عنوان یک مخالف انقلاب اکتبر، وی در سال ۱۹۱۸ در منزل خویش کشته شد.